# Mussol (malaltia)
Un mussol, urçol o ordèol és una glàndula sebàcia inflamada a la vora de la parpella, on aquesta es troba amb la pestanya. El mussol apareix com una protuberància rogenca semblant a un gra i és sensible, especialment al tacte. Més rarament apareixen mussols simultanis o seqüencials, aleshores es parla d'ordeolosi.
El mot mussol deriva probablement d'una alteració d'urçol, a partir d'una foma dialèctica * lo urçol amb b antihiàtica → un bussol→ un mussol. S'hi pot afegir la creença popular que la mirada penetrant de l'ocell mussol causava l'embruixament de l'ull.

## Causes, incidència i factors de risc
Un mussol és un furóncol causat per bacteris de la pell que s'introdueixen en el fol·licle pilós de la pestanya. Els fol·licles contenen glàndules sebàcies que s'inflamen a causa dels bacteris, generalment per l'estafilococ daurat (Staphylococcus aureus). Els mussols són semblants als grans comuns de l'acne que es donen en qualsevol part de la pell i és possible que es presenti més d'un mussol al mateix temps.
Generalment es desenvolupen en uns pocs dies i sovint es drenen i guareixen espontàniament. Un mussol pot convertir-se en un calazi, açò és quan una glàndula sebàcia inflamada s'obstrueix completament. Si el calazi creix prou, pot causar problemes en la visió.
Si la persona té blefaritis, té més probabilitats de desenvolupar mussols.

## Diagnosi diferencial
Altres possibles protuberàncies dels ulls són, entre altres:
- Xantelasma: pegats grocs alçats en les parpelles que poden presentar-se amb l'edat i que són inofensius, encara que ocasionalment poden ser un signe de colesterol alt.
- Papil·lomes: protuberàncies de color pell o rosa. Són inofensives, però poden créixer lentament, afectar la visió o causar molèsties per raons estètiques (si açò succeeix, es poden extirpar quirúrgicament).
- Quistos: Petits sacs plens de líquid que poden afectar la visió.

## Símptomes, signes i tractament[9]
A més de la protuberància enrogida i inflamada, altres possibles símptomes són llagrimeig, sensació irritant i arenosa com si hi haguera un cos estrany, sensibilitat a la llum o una petita crosta al llarg del marge de la parpella. El metge pot diagnosticar un mussol simplement al mirar-lo i, generalment, no cal cap prova addicional.
- Els mussols poden tractar-se amb compreses tèbies durant uns deu minuts quatre vegades al dia.[10]
- No s'ha de temptar d'extirpar els mussols o qualsevol altra mena de protuberància de la parpella, sinó deixar-los que drenen per si sols.
- En els casos de mussols recurrents o persistents pot ajudar l'ús de cremes antibiòtiques.[8] Quan no s'ameliorin després de quatre dies cal tornar a consultar.[8] En alguns casos de mussols grossos persistents, cal operar-los per a drenar la infecció.

## Pronòstic, complicacions i prevenció
Els mussols tendeixen a desaparèixer per si sols, però poden reaparèixer. El resultat amb el tractament simple generalment és excel·lent però pot recidivar. La infecció es pot disseminar a altres fol·licles de les pestanyes, es pot limitar aquest risc amb mesures estrictes d'higiene. Es pot disseminar al teixit de la parpella (cel·lulitis de la parpella)
És recomanable de netejar-se molt bé les mans abans de tocar la pell entorn de l'ull. La neteja amb cura de l'excés d'oli de les vores de les parpelles pot ajudar a prevenir el desenvolupament dels mussols en persones predisposades a aquest símptoma.

### S'ha de demanar assistència mèdica si:[8]
- La persona presenta problemes amb la visió o té visió borrosa
- Febre superior a 38 °C
- Presència de flictenes, cel·lulitis palpebral o excés de fotofòbia (sensible a la llum)
- El mussol empitjora o no millora en una setmana o dues de cures personals.
- El mussol es torna molt gros o dolorós o es hi ha una bombolla en la parpella.
- Es presenta crosta o descamació de les parpelles.
- Tota la parpella està vermella o l'ull en si presenta enrogiment.
- La protuberància en la parpella sagna.
- Un mussol torna poc després del tractament reeixit d'un altre.